# Гермий (тиран)
Гермий (др.-греч. Ερμίας ο Αταρνεύς; ум. ок. 341 года до н. э.) — грек, тиран города Атарнея в Мизии, ученик Платона и друг Аристотеля.
Впервые упоминается как раб Эвбула, банкира из Вифинии, правителя Атарнея. В дальнейшем Гермий получил свободу и унаследовал власть в Атарнее. Благодаря своей политике расширил сферу влияния на соседние города Малой Азии.
В юности Гермий учился философии в Академии Платона. Там он впервые встретился с Аристотелем. После смерти Платона в 347 г. до н. э. Ксенократ и Аристотель отправились к Гермию. Аристотель основал там свою первую философскую школу и в конце концов женился на Пифиаде, дочери Гермия.
После смерти Гермия Аристотель посвятил ему статую в Дельфах и сочинил в честь него гимн.

## Жизнь
Ещё в раннем возрасте Гермий был отправлен на несколько лет в Афины — учиться у Платона и Аристотеля. Именно в эти годы Гермий возникла дружбу с Аристотелем.
Греция была ослаблена Пелопоннесской войной, а в Персии были внутренние конфликты и некомпетентные лидеры, что позволило хозяину Гермия, Эвбулу, добиться самостоятельности. После завершения образования Гермий вернулся в Аторней к Эвбулу, но тот вскоре умер, и Гермий стал тираном около 351 г. до н. э. Контролируя большие территории, Гермий стал привлекать внимание соседних держав. Стремясь к захвату Фракии, а возможно, и Персии, Филипп Македонский рассматривал Гермия как перспективного союзника. Союз с ним представлялся Филиппу выгодным, поскольку владения Гермия могли стать стратегически важным исходным пунктом для вторжения. В 347 году в связи со смертью Платона и усиливающимся влиянием македонян Аристотель согласился отправиться в Малую Азию. Вместе с Ксенократом Аристотель был тёпло принят там и принялся налаживать связи между Филиппом и Гермием. Аристотель оказывал поразительно сильное влияние на Гермия. Появление Аристотеля способствовало тому, что правление Гермия стало менее деспотичным и перешло в русло платоновских идей. Эти перемены помогли Гермию не только завоевать популярность, но и расширить свои владения за счёт прибрежных деревенских районов. Со временем Гермий стал опасаться вторжения персов в Малую Азию. Действительно, во времена его молодости Персия была ослабленной, но когда там в 358 г. до н. э. взошел на престол Артаксеркс III, полный решимости вернуть себе земли, потерянные после восстания, его настрой обещал возможную конфронтацию. В это время укрепляется и Македония, и Филипп начинает свои завоевания.

## Смерть
Гермий мог бы сильно выиграть от союза с Македонией и защитить свои границы от персов, однако Филипп вдруг прекратил связи с ним из-за того, что Афины пригрозили ему совместным с персами походом на Македонию, если он не откажется от планов завоевать Малую Азию. Это предательство обрекло Гермия на страшную участь. Чтобы восполнить потери Персии и раскрыть планы македонян, Артаксеркс прибег к услугам греческого наёмника Ментора. Хотя некоторые историки считают, что Гермия захватил Мемнон Родосский, другие утверждают, что это был его брат Ментор. Ментор получил задание захватить Гермия и вернуть его земли Персии. Разочарованный поведением Филиппа, Аристотель пишет Ментору письма, убеждая его сменить покровителя. Несмотря на то что Ментор согласился, чтобы добиться расположения Гермия, в конце концов он его предал, дождавшись подходящего момента, и отправил в цепях в Сузы. В Сузах Гермий подвергся жестоким пыткам, от него хотели получить информацию о планах Филиппа. Гермий отказался предать своих союзников. Перед смертью Гермий сказал, что он не сделал ничего недостойного философии. Эта фраза говорит о силе его привязанности к Аристотелю и приверженности его философии. Умер в 341 году до н. э.

## Вклад в историю
Хотя Гермии не играл значительной роли в политическом конфликте, предшествующем расширению Македонии, подробности его смерти имели серьёзные исторические последствия. Находясь в контакте с Филиппом Македонским через Аристотеля, Гермий, вероятно, знал о его планах вторжения во Фракию, Малую Азию и Персию. Даже после предательства Филиппа, Гермий сохранил ему верность, отказавшись от сотрудничества с персами. Эта преданность помогла сохранить в секрете планы македонян и способствовала той лёгкости, с какой Александру удалось осуществить свои завоевания. Будучи значимой фигурой в политической борьбе того времени, Гермий помогает понять обстоятельства политики времён Македонского завоевания. Этими обстоятельствами было снижение мощи более древних империй. Греческие города-государства не смогли контролировать Средиземноморье из-за ослабления вследствие Пелопоннесских войн, и Персия испытывала сложные внутренние конфликты. Благодаря прекращению внутренних конфликтов и сплочению, Македония стала державой, способной к серьёзной экспансии. Судьба Гермия позволяет непредвзято оценить реалии той эпохи. Несмотря на то, что история пишется победителями, судьба Гермия, благодаря дружбе с Аристотелем, сохранилась для нас в трудах Аристотеля. Если бы не это обстоятельство, Гермий был бы забыт и его история была бы утеряна.